# Villamemar
Villamemar es un despoblado español situado en el término municipal de San Román de la Cuba, en la provincia de Palencia, comunidad autónoma de Castilla y León.

## Toponimia
El topónimo de Villamemar está formado por el término genérico de «Villa» y el nombre del poseedor o repoblador del lugar en el momento de su fundación, estructura que se repite ampliamente en la toponimia de la zona. En este caso, el antropónimo es Himar, de origen árabe.

## Historia
En el siglo IX, y gracias al avance de la monarquía asturiana hasta la línea del Duero, comenzó un proceso de repoblación - espontáneo al principio y posteriormente de carácter oficial - durante el cual debieron surgir la mayoría de núcleos de población de la comarca. Este proceso fue especialmente intenso desde el reinado de Alfonso III de Asturias y contó con la aportación de población procedente del norte de la cordillera Cantábrica y, especialmente, mozárabes del sur, cuya presencia está constatada a través de la toponimia.
Las primeras menciones a Villamemar tuvieron lugar en el siglo XI, en la documentación del monasterio de Sahagún; en concreto en aquellos escritos referidos a las familias de Osorio Osóriz -relacionada con la condesa Mummadona-, Tregidia Gutiérrez y Sancha Ibáñez, en los cuales se reflejan las relaciones con otras familias así como con los monasterios de Sahagún y San Pedro de las Dueñas.
En el siglo XIII, según el Becerro de Presentaciones, Villamemar poseía dos iglesias, la de Santa María -perteneciente al monasterio de Sahagún- y la de San Andrés -perteneciente al hospital de Villafilar-.

Villamemar duas iglesias: Sancta María, de Sant Fagundo; Sant Andrés, del ospital de la comenda de Villafilar. Dan terçia al prestamero Pedro Garauito; e tres maravedis en procuraçion; e quatro sueldos en carnero; e terçia a la fabrica; e terçia a los sennores; e sirven per capellan.

A mediados del siglo XIV, según el Becerro de las Behetrías, Villamemar (Valle Mar en el texto) se incluía dentro de la merindad menor de Carrión, pertenecía al obispado de León y su propiedad era compartida por Santa María de Belén y por el abad de Sahagún. A lo largo del siglo, con motivo de la crisis, la localidad debió quedar deshabitada pues no volvió a aparecer en fuentes documentales. Sus escasos restos se encuentran en el término municipal de San Román de la Cuba, entre este y Villalcón.